# Tram van Marseille

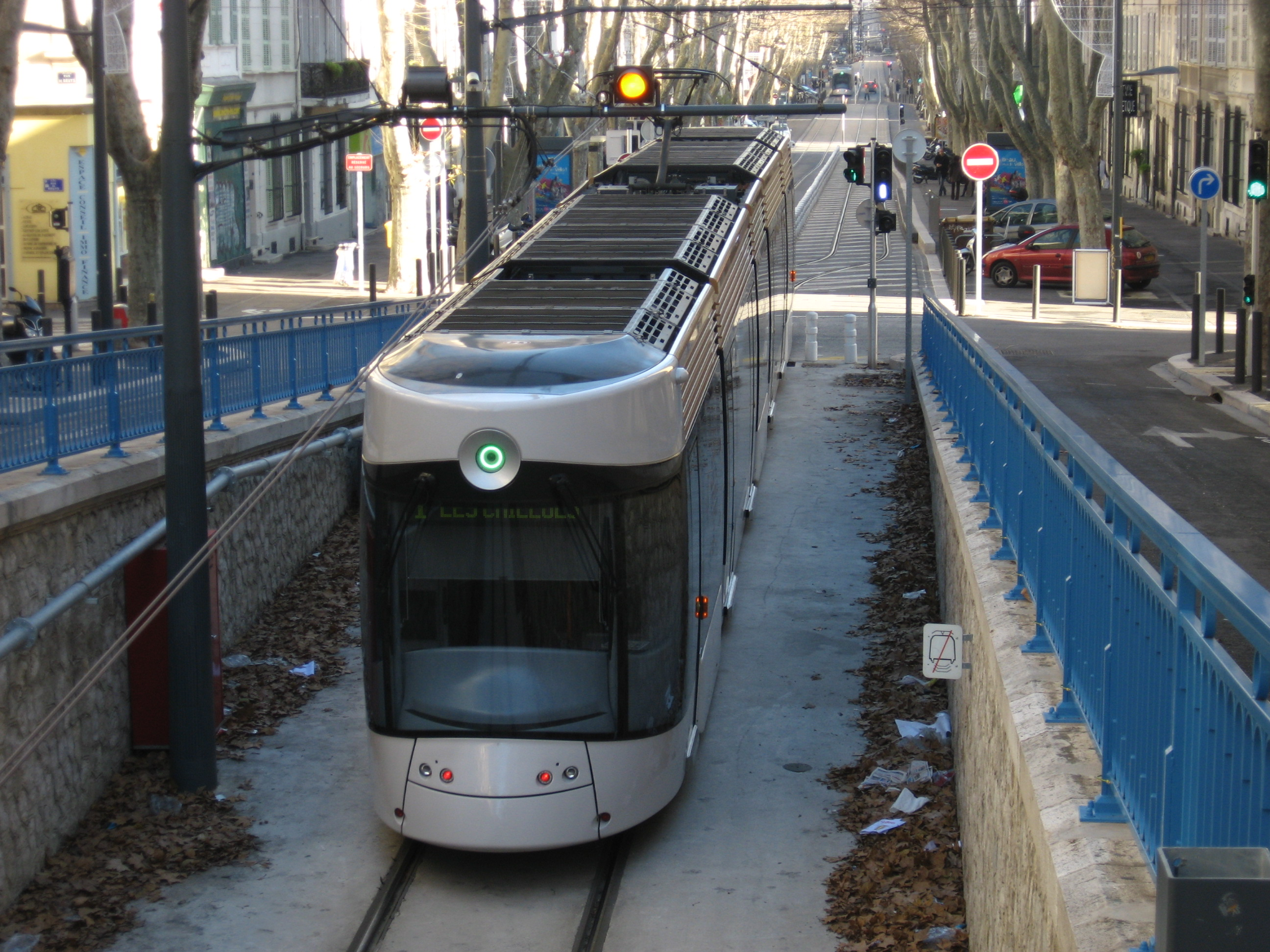
Lijn T1 verlaat de enkelsporige tunnel.

De tram van Marseille bestaat uit drie lijnen en ging van start in 1876 als paardentram.

## Geschiedenis

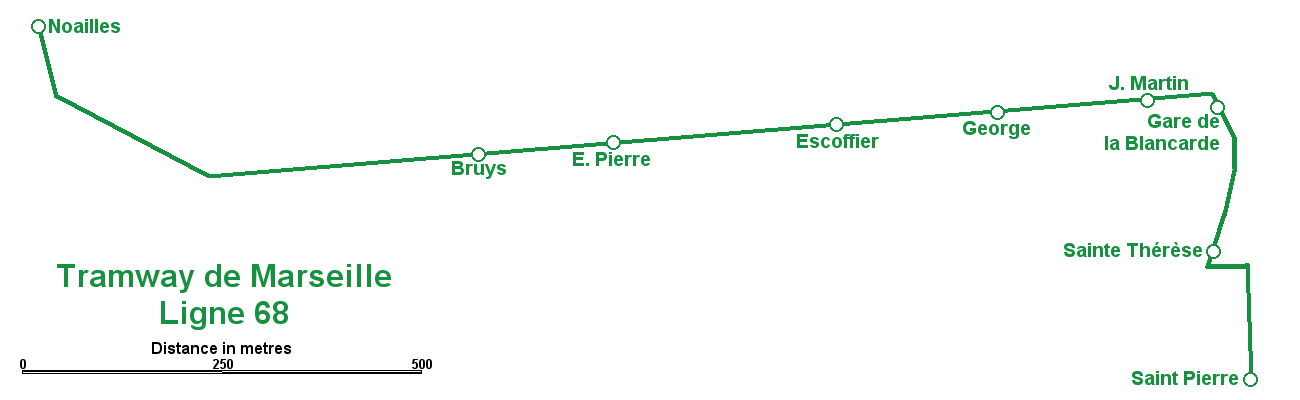
Route van de vroegere lijn 68.

In tegenstelling tot de meeste Franse steden is het tramnet nooit geheel verdwenen. Hoewel het net in 1950 een totale lijnlengte had van 175 km, is het in de periode tot 24 januari 1960 ingekrompen tot één lijn. Deze lijn 68 liep gedeeltelijk door een tunnel (geopend in 1893), die naast de hoge vervoerscijfers de reden is van het voortbestaan. In 1967 werd de lijn gemoderniseerd en 16 nieuwe PCCcars aangeschaft. In 1984 na grote revisie volgde nog een na bestelling van 3 wagens waardoor geheel in dubbeltractie kon worden gereden.

Netwerk sinds 2014.

Tussen 2004 en 2007 is de dienst opnieuw tijdelijk gestaakt voor vernieuwingswerkzaamheden en werd weer nieuw materieel aangeschaft. De lijn begint bij het station Noialles, loopt via een tunnel onder La Plaine en gaat vervolgens via het station La Blancarde naar Saint-Pierre. Het tramnetwerk uitgebreid met twee tramlijnen. De laatste lijn T3 is geopend op 30 mei 2015. De oorspronkelijke tramlijn, lijn 68 is hernoemd tot lijn T1 en is verlengd tot Les Caillols.

## Galerij

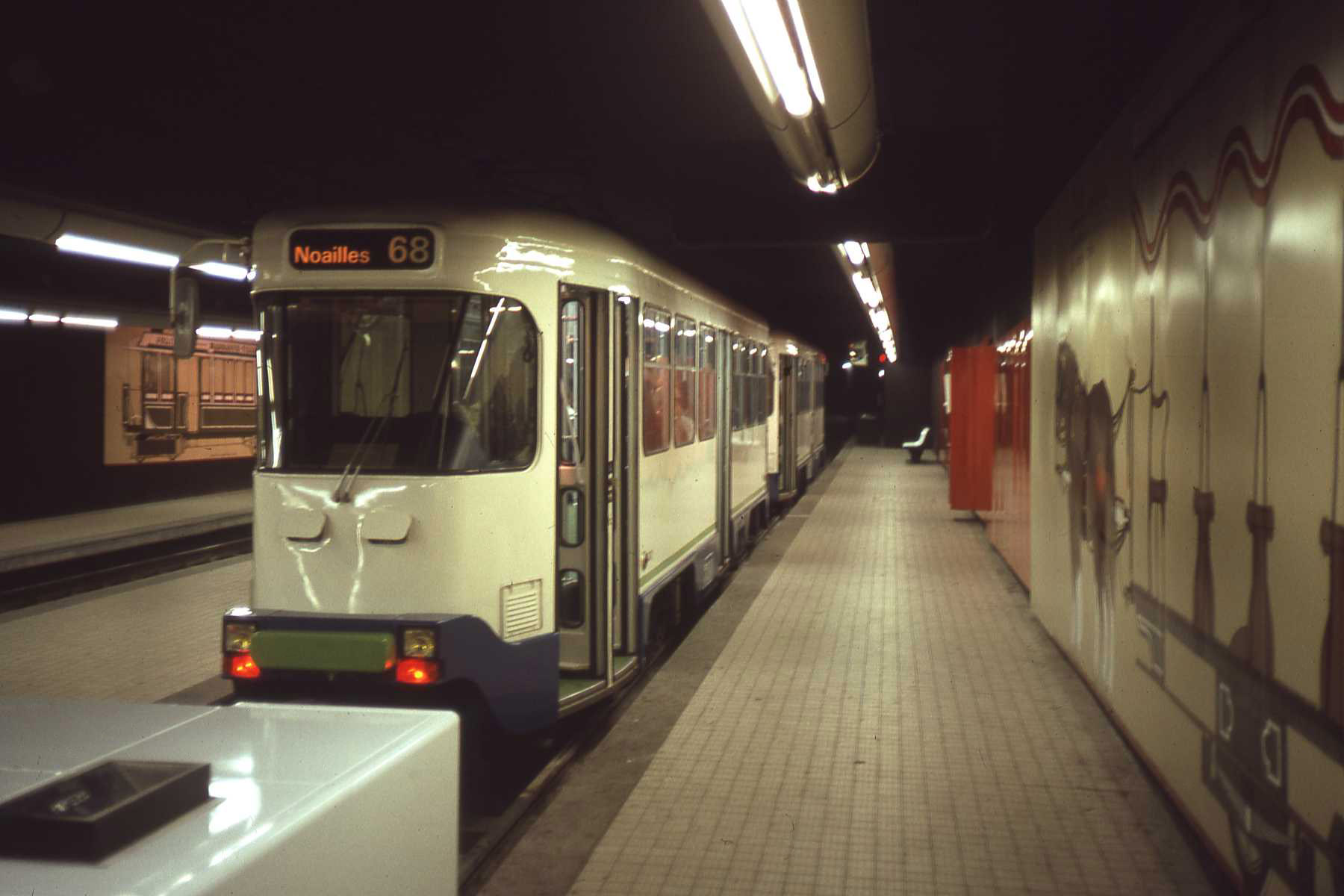
Gekoppelde PCC wagens op ondergronds eindpunt Noailles
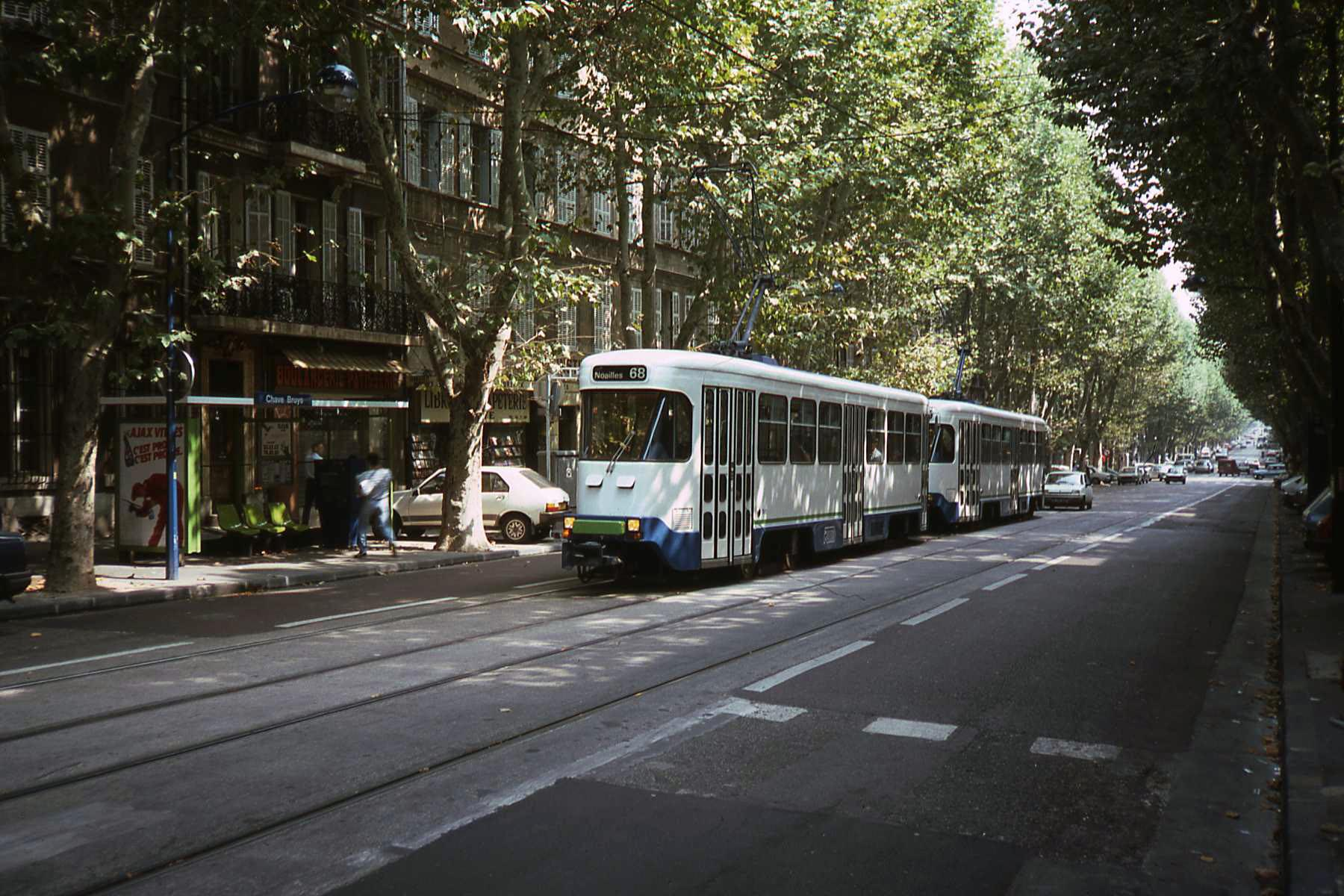
Trams op de Boulevard Chave